# Dracaena le-testui
Dracaena le-testui là một loài thực vật có hoa trong họ Măng tây. Loài này được Pellegr. mô tả khoa học đầu tiên năm 1930.